# الحاجب ومنور (المكلا)

تعديل مصدري - تعديل

الحاجب ومنور هي إحدى قرى عزلة المكلا بمديرية المكلا التابعة لمحافظة حضرموت، بلغ تعداد سكانها 206 نسمة حسب تعداد اليمن لعام 2004.